# Cementerio de Mallona
El cementerio de Mallona fue un camposanto situado en la ciudad española de Bilbao.

## Descripción
El cementerio, diseñado por el arquitecto Juan Bautista Belaunzarán en 1828, fue el municipal hasta que vino a ser sustituido en 1902 por el de Vistalegre. En la Guía de Bilbao y conductor del viagero en Vizcaya (1846) de Adolfo Depont, se describe con las siguientes palabras:

Por los años de 1830 el Cabildo Eclesiástico de Bilbao tanto por interés como por conveniencia erigió un suntuoso cimenterio á la mitad de la subida de Begoña. Su entrada la forma de un arco de medio punto de 12 pies de diámetro con dos intercolumnios dóricos de 22 pies de altura, y su cornisamento sin adornos; remata esta portada un sotabanco sobre el cual se ven dos urnas cinerarias y una cruz en el medio. Se sube atravesando por una gradería de 7 descansos hasta las habitaciones del capellan y sepulturero. Espaciosas galerías cubiertas cierran el paralólegramo del campo santo que tiene 232 pies de largo y 180 de ancho: la altura de las columnas es de 14 pies. En las paredes de las galerías hay 4 hileras de Urnas de 8 pies de profundidad que pueden adquirirse por las familias, sea en propiedad ó temporalmente. El pavimiento de estas galerias que es de losas sirve de sepultura á los restos de las personas cuyos interesados no quieren ó no pueden gastar.

En frente de la puerta de entrada se ve la capilla que es un monumento al par que sencillo elegante: forman su fachada 4 columnas dóricas con 25 pies de altura : el interior es una linda rotonda sin mas adornos que un altar en donde se ve un escelente crucifijo obra del Escultor Hermoso.
(Depont, 1846, pp. 61-63)